# Теория самовосприятия
Теория самовосприятия (англ. Self-perception theory) — теория формирования установки, предложенная психологом Дэрилом Бемом. Она заключается в предположении о том, что люди бессознательно формируют отношение к различным сторонам или явлениям жизни на основе своего поведения, а не наоборот, как следовало бы из логики.
Большой психологический словарь определяет теорию самовосприятия как концепцию человеческого самопознания и развития социальных установок личности, в том числе Я-концепции. Согласно этой теории человек познает себя не с помощью самоанализа, а наблюдая за своей деятельностью и моделью поведения. При этом человек производит анализ посредством тех понятий, которые он осознает при анализе поведения других людей.

## Эксперимент Бема
В попытке решить, могут ли люди не понимать свое отношение как наблюдателей, не обращаясь к их внутренним состояниям, Бем использовал межличностные симуляции, в которых участнику-наблюдателю дается подробное описание одного условия эксперимента когнитивного диссонанса. Участники слушали запись человека, с энтузиазмом описывающего утомительную задачу. Испытуемым было сказано, что этому человеку заплатили 20 долларов за его объяснение, а другой группе сказали, что ему заплатили 1 доллар. Те, кто были во второй группе, больше склонялись к тому, что этому человеку действительно нравится задача, чем те, кому рассказали про 20 долларов. Полученные результаты были похожи на исходный эксперимент Фестинга-Карлсмита. Поскольку наблюдатели, у которых не было доступа к внутренним познаниям и настроениям актеров, смогли вывести истинное отношение актеров, вполне возможно, что сами актеры также приходят к своим отношениям, наблюдая за своим поведением. В частности, Бем отмечает, что «утверждения об отношении, которые составляют основные зависимые переменные в диссонансных экспериментах, могут рассматриваться как межличностные суждения, в которых наблюдатель и наблюдаемые оказываются одним и тем же человеком».

## Дополнительные доказательства
Существует множество исследований, проведенных психологами, которые поддерживают теорию самовосприятия, демонстрируя, что эмоции следуют поведению. Например, выясняется, что соответствующие эмоции (включая симпатию, неприязнь, счастье, гнев и т. д.) были зафиксированы после откровенного поведения, которым манипулировали экспериментаторы. Эти модели поведения включали в себя различные выражения лица, взгляды и позы. В конце эксперимента испытуемые подытожили и сообщили о своих чувствах и впечатлениях в отношении их поведения, несмотря на то, что ранее им было сказано действовать таким образом. Эти результаты согласуются с теорией эмоций Джеймса-Ланге.

В 1974 году Джеймс Лэйрд провел два эксперимента относительно того, как изменения в выражении лица могут вызвать изменения эмоций. Участников попросили напрягать или расслаблять различные мышцы лица, просили их улыбаться или хмуриться, не осознавая причину этих выражений. Участники экспериментов сообщили, что чувствовали себя более сердитыми, когда хмурились и счастливее, когда улыбались. Они также отметили, что мультфильмы, которые смотрели, когда улыбались, были более юмористическими, чем те мультфильмы, которые они смотрели нахмурившись. Более того, участники отмечали более высокий уровень агрессии во время заданий, когда они хмурились, чем во время заданий в которых нужно было улыбаться, и более высокую социальную лояльность при положительных эмоциях, нежели при хмурых. Лэрд интерпретировал эти результаты как «свидетельствующие о том, что выразительное поведение человека опосредует качество его эмоционального опыта». Другими словами, выражение лица может выступать как причина эмоционального состояния, а не как последствие; вместо того, чтобы улыбаться, потому что человек испытывает счастье, он может заставить чувствовать себя счастливым, улыбаясь.

В 2006 году Тиффани Ито и её коллеги провели два исследования, чтобы выяснить, могут ли изменения выражения лица вызвать изменения в расовой предвзятости. Явная цель исследований заключалась в том, чтобы определить, «может ли обратная связь с лицами модулировать неявное расовое предвзятое отношение, которое оценивается с помощью Теста подсознательных ассоциаций (IAT)». Участники были тайно вынуждены улыбаться, держа карандаш во рту во время просмотра фотографий незнакомых черных или белых мужчин или не демонстрировать соматических проявлений при просмотре фотографий (только исследование 1). Затем все участники прошли IAT без манипуляций с лицом. Результаты показали эффект распространения действия; люди, которые улыбались (бессознательно) глядя на фотографии черных мужчин, показали меньше скрытых предрассудков, чем те, которые улыбались фотографиям белых мужчин. Их отношение поменялось в результате их поведения.

Исследование Чайкена и Болдуина в 1981 году по теории самовосприятия касалось экологических установок. Каждый участник был идентифицирован, как имеющий хорошо или плохо сформулированное ранее отношение к тому, чтобы быть защитником окружающей среды или защитником природы. Затем участники прошли одну из двух версий вопросника, призванного вспомнить прошлое проэкологическое поведение, либо прошлое антиэкологическое поведение. Например, такие вопросы, как: «Вы когда-нибудь занимались переработкой (утилизацией)?».

Доказательства теории самовосприятия также были замечены в реальных жизненных ситуациях. После того, как подростки принимали участие в волонтерских проектах, их отношения менялись, они становились более заботливыми и внимательными по отношению к другим.

## Недавние исследования
Исследования, включающие теорию самовосприятия, продолжались в последние годы, появляясь в сочетании с исследованиями, посвященными мотивационным «вытеснениям», терроризму, состояний бреда.

Гуаданьо и её коллеги-экспериментаторы провели исследование в 2010 году, посвященное вербовке новых членов террористической организацией через Интернет. В дополнение к рассмотрению того, как такая организация может влиять на свои цели для поддержки более экстремальных идеологий (главным образом посредством простых запросов, постепенно переходящих к более крупным обязательствам — пример техники «нога в двери»), авторы смотрели на то, как «новообращенные могут формировать все более радикальные взгляды, чтобы соответствовать их все более радикальному поведению». Таким образом, теория самовосприятия имеет прочные связи с социальной идентичностью и социальным влиянием в этом сценарии.

Также в 2010 году Клейтон Кричер и Томас Гилович провели четыре исследования, чтобы проверить связь между теорией самовосприятия и странствием. Теория самовосприятия утверждает, что люди определяют свои взгляды и предпочтения, интерпретируя смысл своего поведения. Кричер и Гилович смотрели на то, полагаются ли люди также на ненаблюдаемое поведение, которое их интересует, когда они делают выводы об их отношении и предпочтениях. Они обнаружили, что «разум склоняется к позитивным событиям, к сопутствующему, в отличие от того как прошлые события имеют тенденцию быть приписанными скуке и, следовательно, приводят к неудовлетворению текущей задачей». Участники полагались на содержание своих блуждающих умов, как на сигнал к своим взглядам, если только им не была доведена альтернативная причина их скитаний.

Точно так же Ноа Гольдштейн и Роберт Чалдини опубликовали работу, связанную с теорией самовосприятия в 2007 году. В расширении теории самовосприятия авторы выдвинули гипотезу о том, что люди иногда выводят свои собственные атрибуты или установки, «наблюдая за свободно выбранными действиями других людей, с которыми они испытывают чувство объединенной идентичности — почти так, как будто это они совершали наблюдаемые действия». Участники испытали чувство слияния личности с актером с помощью задания на перспективу или обратной связи, указывающей на перекрывающиеся паттерны мозговых волн. Участники включили атрибуты, относящиеся к поведению актера, в свои собственные представления о себе (так называемую «Я-концепцию»), что побудило их изменить свое поведение. В исследовании рассматривается модель саморазвития: близкие отношения могут привести к включению личности другого человека в самовосприятие.

## Применение
Одним из полезных применений теории самовосприятия является изменение отношения как терапевтически, так и с точки зрения убеждения.

Психотерапия

В терапии теория самовосприятия придерживается иного взгляда на психологические проблемы по сравнению с традиционными. Традиционно психологические проблемы исходят из внутреннего состояния клиентов. Тем не менее, точка зрения теории самовосприятия предполагает, что люди получают свои внутренние чувства или способности от своего внешнего поведения. Если такое поведение неадекватно настроено, люди приписывают эти несоответствия своим плохим адаптационным способностям и, следовательно, страдают от соответствующих психологических проблем. Таким образом, эта концепция может быть использована для лечения клиентов с психологическими проблемами, которые возникли в результате неприспособленности, направляя их в первую очередь на изменение поведения, а затем решая проблемы.

Одним из самых известных методов лечения, использующих эту концепцию, является терапия «гетеросоциальной тревоги».
Маркетинг и убеждение

Теория самовосприятия также является основным механизмом эффективности многих маркетинговых методов или методов убеждения. Одним из типичных примеров является техника «нога в двери», которая является широко используемой маркетинговой техникой для убеждения целевых клиентов покупать товары. Основная предпосылка этого метода заключается в том, что, как только человек выполняет небольшую просьбу (например, заполняя короткую анкету), он с большей вероятностью выполнит и более существенную просьбу (например, покупка сопутствующего продукта). Идея заключается в том, что первоначальное обязательство по небольшой просьбе изменит представление человека о себе, что дает основания для согласия с последующей более крупной просьбой. Это происходит потому, что люди наблюдают за своим поведением (обращая внимание на первоначальный запрос и выполняя его) и контекстом, в котором они себя ведут (нет очевидного стимула выполнять это), и, таким образом, делают вывод, что у них должно быть предпочтение для этих товаров.

## Вызовы и критика
Теория самовосприятия была первоначально предложена в качестве альтернативы для объяснения экспериментальных результатов теории когнитивного диссонанса. Были споры относительно того, меняют ли люди свое отношение, как попытку уменьшить диссонанс или как результат процессов самовосприятия. Основываясь на том факте, что теория самовосприятия отличается от теории когнитивного диссонанса тем, что в ней не утверждается, что люди испытывают «негативное состояние влечения», называемое «диссонанс», которое они стремятся облегчить, был проведен следующий эксперимент для сравнения двух теорий в разных условиях.

Раннее исследование теории когнитивного диссонанса показывает, что люди действительно испытывают возбуждение, когда их поведение не соответствует их предыдущему отношению. Уотерман разработал эксперимент, в котором 77 первокурсников мужского пола попросили написать эссе, оспаривающее позицию, с которой они фактически были согласны. Затем их попросили немедленно выполнить простую задачу и сложную задачу; их результаты в обеих задачах были оценены. Выяснилось, что они справились лучше с простым заданием и хуже с трудным заданием по сравнению с теми, кто только что написал эссе, соответствующее их истинному отношению. Как указывает социальная фасилитация, повышение производительности в простых задачах и ухудшение выполнения сложных задач показывает, что люди испытывают возбуждение, когда их поведение несовместимо с их отношением. Таким образом, теория когнитивного диссонанса очевидна в данном случае.